# 生神女就寝祭

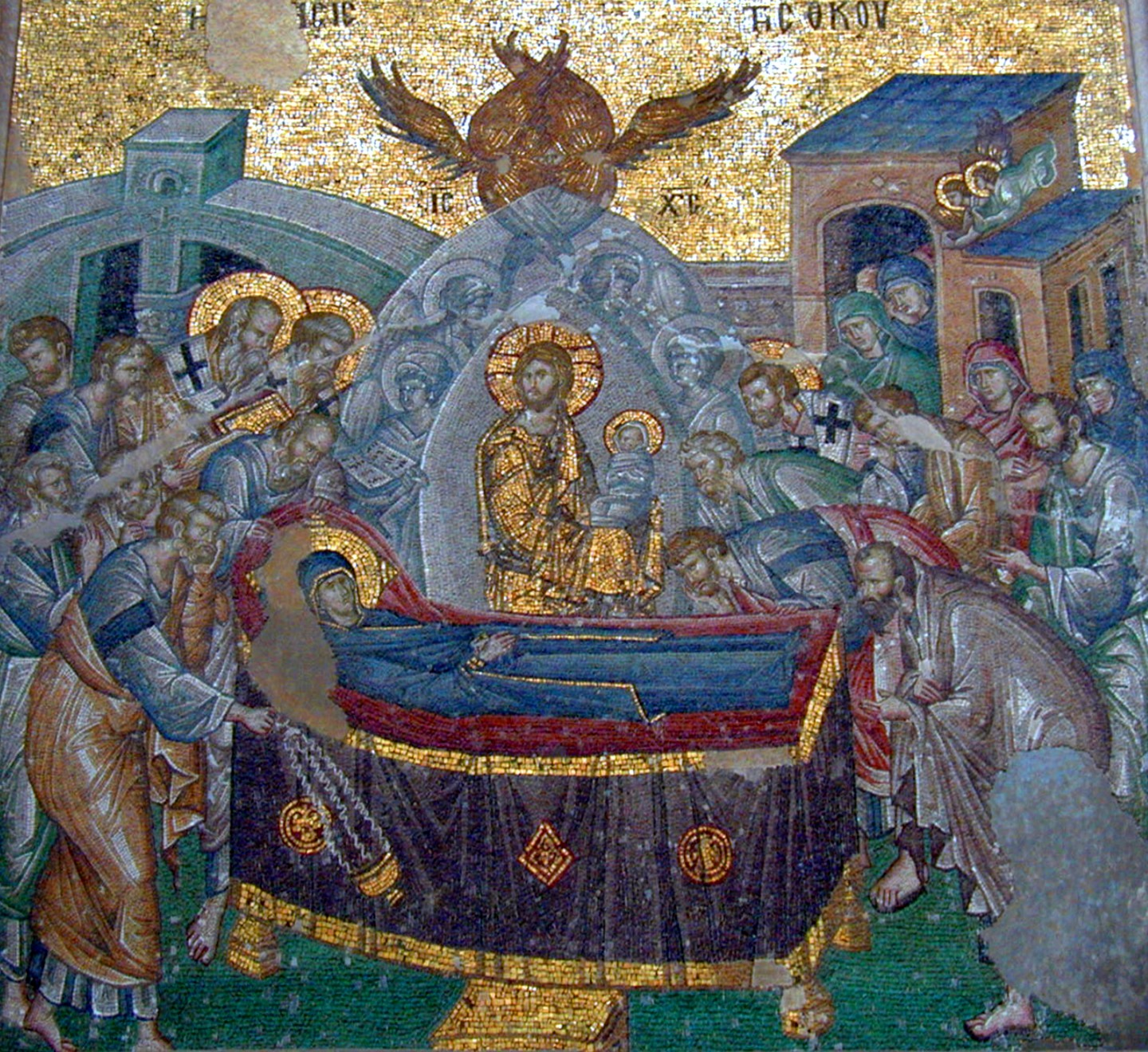
生神女就寝祭のモザイクイコン。現在はカーリエ博物館となっている、ホーラ（コーラ）修道院の聖堂内にある。生神女マリヤの身体が中央下に、ハリストス（キリスト）が中央に描かれる。ハリストスはマリヤの霊を抱いている。マリヤの霊が幼女をかたどるのは、その純潔を意味している。

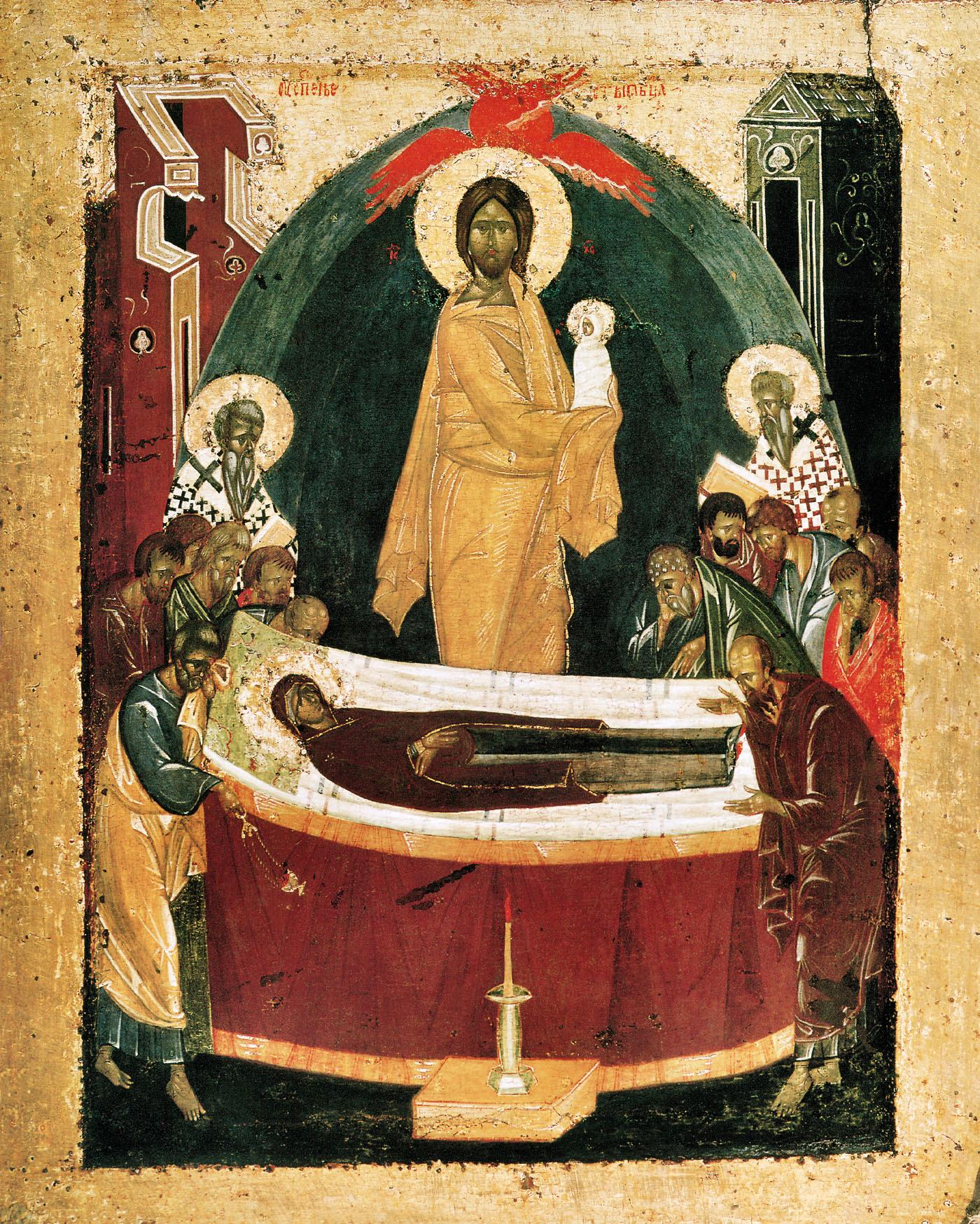
生神女就寝祭のイコン。フェオファン・グレク作（1392年）。

生神女就寝祭（しょうしんじょ しゅうしんさい、ギリシア語: Κοίμηση της Θεοτόκου, ロシア語: Успение Богородицы, 英語: Dormition of the Theotokos）は、イイスス・ハリストスすなわちイエス・キリストの母マリア、日本ハリストス正教会でいうところの生神女マリヤの永眠を記念する正教会の祭日。正教会の十二大祭の一つである。毎年8月15日に祝う。「就寝」は、ギリシア語: Κοίμηση、ロシア語: успение（死去、昇天）、英語: Dormitionに相当する用語。
カトリック教会の聖母被昇天の大祝日（8月15日）に相当するが、正教会ではカトリック教会のような聖母被昇天の教義は無い。
十字架出行祭（8月1日、ユリウス暦使用教会では8月14日に相当）当日から、生神女就寝祭に備える斎（ものいみ）がある。

## 起源
聖書には対応する記述がなく、伝承に基盤を持つ。その伝承によれば、マリヤはその晩年をエルサレムで、天国に入ることを望みつつ平穏に暮らしていたが、ある日、己の死が数日後に迫ったことを悟り、望みがかなう日が近いことを知って喜び、家を片付け、持ち物を施して、死の訪れを待った。ただ、彼女が子とも友とも慕うイエスの直弟子たち、十二使徒が宣教の旅にいて会えないことが残念に思われた。ところがその日エルサレムにトマスを除くすべての使徒たちが戻ってきたのである。マリヤは喜び、悲しむ使徒たちを慰め、みなに別れを告げて平穏に眠りについた。三日後トマスが到着し、使徒たちとともに墓を訪れたところ、そこに葬られたはずのマリヤの身体はすでになく、天より現れたマリヤが、己が天の生命に遷されたことを告げた。使徒たちは歓喜し、マリヤを賛美した。
おそらくエルサレムで祝われるようになったのが始まりである。4世紀までの文献には見えず、西方では最初1月に祝われたと文献に残る。6世紀初めから7世紀にかけて、8月15日に定着した。